# Quần vợt tại Đại hội Thể thao Đông Nam Á 2011
Quần vợt tại Đại hội Thể thao Đông Nam Á 2011 được tổ chức từ ngày 13 tháng 11 đến ngày 21 tháng 11 tại Khu liên hợp thể thao Jakabaring, Palembang, Indonesia. Đây là lần thứ 26 quần vợt được tổ chức tại Đại hội Thể thao Đông Nam Á.

## Huy chương theo đoàn
| Hạng               | Đoàn               | Vàng | Bạc | Đồng | Tổng số |
| ------------------ | ------------------ | ---- | --- | ---- | ------- |
| 1                  | Indonesia (INA)    | 4    | 2   | 3    | 9       |
| 2                  | Thái Lan (THA)     | 2    | 3   | 4    | 9       |
| 3                  | Philippines (PHI)  | 1    | 2   | 3    | 6       |
| 4                  | Việt Nam (VIE)     | 0    | 0   | 3    | 3       |
| 5                  | Campuchia (CAM)    | 0    | 0   | 1    | 1       |
| Tổng số (5 đơn vị) | Tổng số (5 đơn vị) | 7    | 7   | 14   | 28      |

## Vận động viên dành huy chương
| Giải         | Vàng | Bạc                                                                                   | Đồng                                                                                             |
| ------------ | --- | ------------------------------------------------------------------------------------- | ------------------------------------------------------------------------------------------------ |
| Đơn nam      | Christopher Rungkat · Indonesia                                                                            | Danai Udomchoke · Thái Lan                                                            | Elbert Sie · Indonesia                                                                           |
| Đơn nam      | Christopher Rungkat · Indonesia                                                                            | Danai Udomchoke · Thái Lan                                                            | Cecil Mamiit · Philippines                                                                       |
| Đơn nữ       | Ayu Fani Damayanti · Indonesia                                                                             | Noppawan Lertcheewakarn · Thái Lan                                                    | Anna Clarice Patrimonio · Philippines                                                            |
| Đơn nữ       | Ayu Fani Damayanti · Indonesia                                                                             | Noppawan Lertcheewakarn · Thái Lan                                                    | Nicha Lertpitaksinchai · Thái Lan                                                                |
|              | |                                                                                       |                                                                                                  |
| Đôi nam      | Indonesia · Christopher Rungkat · Elbert Sie                                                               | Philippines · Treat Huey · Cecil Mamiit                                               | Việt Nam · Đỗ Minh Quân · Ngo Huang Huy                                                          |
| Đôi nam      | Indonesia · Christopher Rungkat · Elbert Sie                                                               | Philippines · Treat Huey · Cecil Mamiit                                               | Thái Lan · Danai Udomchoke · Kittipong Wachiramanowong                                           |
| Đôi nữ       | Thái Lan · Noppawan Lertcheewakarn · Nungnadda Wannasuk                                                    | Thái Lan · Nicha Lertpitaksinchai · Varatchaya Wongteanchai                           | Indonesia · Ayu Fani Damayanti · Jessy Rompies                                                   |
| Đôi nữ       | Thái Lan · Noppawan Lertcheewakarn · Nungnadda Wannasuk                                                    | Thái Lan · Nicha Lertpitaksinchai · Varatchaya Wongteanchai                           | Việt Nam · Huỳnh Phương Đài Trang · Trần Thị Tâm Hảo                                             |
| Đôi nam nữ   | Philippines · Denise Dy · Treat Huey                                                                       | Indonesia · Jessy Rompies · Christopher Rungkat                                       | Indonesia · Grace Sari Ysidora · Aditya Hari Sasongko                                            |
| Đôi nam nữ   | Philippines · Denise Dy · Treat Huey                                                                       | Indonesia · Jessy Rompies · Christopher Rungkat                                       | Thái Lan · Nungnadda Wannasuk · Sanchai Ratiwatana                                               |
|              | |                                                                                       |                                                                                                  |
| Đồng đội nam | Indonesia · Christopher Rungkat · Elbert Sie · Aditya Hari Sasongko · David Agung Susanto                  | Philippines · Cecil Mamiit · Jeson Patrombon · Treat Huey ·                           | Thái Lan · Danai Udomchoke · Kittipong Wachiramanowong · Sanchai Ratiwatana · Sonchat Ratiwatana |
| Đồng đội nam | Indonesia · Christopher Rungkat · Elbert Sie · Aditya Hari Sasongko · David Agung Susanto                  | Philippines · Cecil Mamiit · Jeson Patrombon · Treat Huey ·                           | Campuchia · Orn Sambath · Kenny Bun · Long Samneang                                              |
| Đồng đội nữ  | Thái Lan · Noppawan Lertcheewakarn · Nungnadda Wannasuk · Nicha Lertpitaksinchai · Varatchaya Wongteanchai | Indonesia · Ayu Fani Damayanti · Lavinia Tananta · Grace Sari Ysidora · Jessy Rompies | Việt Nam · Trần Lam Anh · Huỳnh Phương Đài Trang · Phan Thị Thanh Bình                           |
| Đồng đội nữ  | Thái Lan · Noppawan Lertcheewakarn · Nungnadda Wannasuk · Nicha Lertpitaksinchai · Varatchaya Wongteanchai | Indonesia · Ayu Fani Damayanti · Lavinia Tananta · Grace Sari Ysidora · Jessy Rompies | Philippines · Anna Clarice Patrimonio · Denise Dy · Marian Capadocia                             |